# Design for Death
Design for Death é um filme-documentário estadunidense de 1947 dirigido e escrito por Richard Fleischer. Venceu o Oscar de melhor documentário de longa-metragem na edição de 1948.

## Elenco
- Kent Smith
- Hans Conried